# Hasan Mammadov
Pour les articles homonymes, voir Mammadov.
Hasan Mammadov (en azéri: Əbdülhəsən Ağaməmməd oğlu Məmmədov ; né le 22 novembre 1938 à Salyan (raion), RSS d‘Azerbaїdjan  et mort le 26 août 2003, Bakı) est un acteur de théâtre et de cinéma azerbaïdjanais, artiste du peuple de la RSS d'Azerbaïdjan (1982), lauréat des prix d'État de l'URSS (1981) et de l'Azerbaïdjan (1986).

## Biographie
Hasan Mammadov obtient son diplôme d'études secondaires en 1956 et entre à la Faculté de physique et de mathématiques de l'Université d'État d'Azerbaïdjan (aujourd'hui Université d'État de Bakou). Il quitte l'université en deuxième année et joué pendant un certain temps dans le personnel de soutien de divers théâtres.
En 1962, il est diplômé de l'Institut d'art d'État d'Azerbaïdjan nommé d'après Mirzaagha Aliyev. Pendant ses années d'études, il travaille par intermittence à la radio d'État (1960-1961). H. Mammadov est diplômé du cours du grand acteur de théâtre Mehdi Mammadov en 1962 et est affecté au Théâtre national académique dramatique azerbaïdjanais.

## Activité artistique
Le 10 septembre 1962, il devient membre de la troupe du théâtre.Pendant dix ans, il quitte le théâtre pour différentes périodes en raison du tournage. H. Mammadov apparaît dans plus de 50 films.
Le 2 février 1972, Hasan Mammadov quitte le théâtre académique et est accepté pour travailler au studio de cinéma Azerbaijanfilm.
À l'invitation de Hasanagha Turabov, directeur et directeur artistique du Théâtre académique.H. Mammadov travaille dans la troupe de son collectif théâtral du 21 novembre 1992 jusqu'à la fin de sa vie.
La liste des rôles de l'acteur comprend des personnages des pièces de classiques nationaux et européens, des œuvres de dramaturges contemporains azerbaïdjanais et étrangers.